# Нэнси Уилер
Нэ́нси Уи́лер (англ. Nancy Wheeler) — одна из главных героинь сериала Netflix «Очень странные дела», участвующая в расследовании убийств, совершаемых тёмными силами. Старшая сестра Майка Уилера. В начале первого сезона является девушкой Стива Харрингтона, впоследствии её парнем становится Джонатан Байерс. Появляется во всех сезонах сериала.
Роль исполняет актриса Наталия Дайер. 

## Биография персонажа

### Сезон 1
Нэнси — старший ребёнок Теда и Карен Уилер. У неё есть младший брат Майк и младшая сестра Холли. Она представлена как лучшая подруга  Барбары Холланд, которая не принимает новые отношения Нэнси со Стивом Харрингтоном. Также показано, что Нэнси несколько отдалилась от своего брата и его друзей и не знает о тайных чувствах Джонатана к ней. После того, как Уилл пропадает, Нэнси предлагает свою помощь Джонатану, что отдаляет его от других друзей Стива, которые считают Джонатана уродом и винят его в исчезновении Уилла. Нэнси участвует в расследовании после исчезновения Барбары, когда она вступает в сексуальные отношения со Стивом. Из-за своей вины за то, что она бросила Барбару, и из-за её мотивации выяснить, что случилось с её подругой, Нэнси встречается с Джонатаном, чтобы обсудить исчезновение Уилла и Барбары.
В ходе своего расследования Джонатан и Нэнси случайно обнаруживают альтернативное измерение, в котором находится существо, похитившее Барбару, — Демогоргон, известное как «Изнанка». Нэнси успешно сбегает из «Изнанки» благодаря помощи Джонатана и отступлению обратно в дом Нэнси, где они спят в её постели. Об этом узнаёт Стив, который увидел её в окно и предполагает, что Нэнси ему изменяет. В порыве ярости друзья Стива Томми Х. и Кэрол пишут на стене кинотеатра Хоукинса оскорбительные надписи в адрес Нэнси. Заметив на себе косые взгляды горожан и насмехающихся над ней группу подростков, Нэнси не понимает причину. Но позже, обнаружив оскорбительную надпись на кинотеатре, она поняла, в чём дело, и поспешила разобраться со Стивом и его друзьями. Оказалось, что Стив видел Джонатана в комнате девушки прошлой ночью и остался равнодушен к её объяснениям. Конфликт привёл к тому, что Джонатан и Стив начали драться. После приезда полицейских Стив с друзьями успел скрыться от правосудия, а Байерса арестовали. После того, как Хопперу позвонили со станции, что Джонатана арестовали, он и Джойс возвращаются в Хоукинс, где они делятся информацией, которую знают о Демогоргоне. Нэнси успешно связывается с Майком, который скрылся из-за того, что подружился с Одиннадцать и стал целью лаборатории Хоукинса. Нэнси воссоединяется с Майком и его друзьями в средней школе Хоукинса, где они строят импровизированный танк сенсорной депривации для Одиннадцати, чтобы иметь возможность найти Уилла и Барбару. Одиннадцать обнаруживает, что Барбара была убита Демогоргоном, в результате чего Нэнси укрепила свою решимость убить монстра.

### Сезон 2
Через год после событий первого сезона, из-за невозможности разглашать информацию об исчезновении Барбары, Нэнси и Стив начинают последовательно встречаться со своими родителями и делиться с ними обедами. Оказывается, родители Барбары выставили свой дом на продажу и привлекли частного детектива Мюррея Баумана, чтобы раскрыть исчезновение Барбары. Нэнси не может избавить от чувства вины из-за смерти Барб.
Позже Нэнси обращается к Джонатану за помощью. Вместе они составляют хитрый план, состоящий в том, чтобы позвонить родителям Барб и назначить встречу, сказав, что Нэнси известно куда больше об исчезновении их дочери, чем она рассказала полиции.
На следующий день они находят логово Мюррея, алкоголика-эксцентрика, и рассказывают ему правду о Барбаре и другом измерении. Мюррей предлагает, чтобы они разбавили историю, чтобы сделать её более правдоподобной для публики.
По прибытии обратно в Хоукинс, они понимают, что что-то не так, когда они видят дом Байерсов, увешанный рисунками Уилла. Нэнси и Джонатан отправляются в лабораторию, но не могут проехать дальше пункта охраны, потому что электричество не работает, и шлагбаум не поднимается. Неожиданно из леса выходит Стив в компании друзей младшего брата Нэнси, Дастина, Лукаса и Макс. Они возвращаются в дом Байерс и пытаются допросить Уилла, который сигнализирует по азбуке Морзе, чтобы они закрыли ворота в «Изнанку». Как только они выводят сообщение Уилла, звонит телефон дома Байерс, предупреждая «Истязателя Разума» об их местонахождении. Дом кишит демопсами, пока их не вывело из строя одиннадцать. Группа воссоединяется с Одиннадцать и создаёт план, который предусматривает возвращение Хоппера и Одиннадцати в лабораторию Хоукинса, чтобы закрыть ворота. Стив призывает Нэнси пойти с Джонатаном и обещает присматривать за Майком и остальными детьми. Оставив в стороне их разногласия, Нэнси помогает Джонатану в освобождении Уилла, удерживая его и подвергая его воздействию многочисленных обогревателей. Как только «Истязателем Разума» успешно покинул тело Уилла, группа подаёт сигнал Хопперу, чтобы он закрыл ворота.

### Сезон 3
Летом 1985 года Нэнси и Джонатан проходят стажировку в газету «Известия Хоукинса» под присмотром Тома Холлоуэя. Нэнси стремится произвести впечатление на своих коллег-мужчин, предлагая сюжетные идеи, которые обычно приводили к унизительным шуткам и комментариям, оставляя Нэнси униженной. Однажды ночью, когда Нэнси работает допоздна, она отвечает на звонок о крысах, которые едят удобрения Дорис Дрисколл. Под видом репортёров Нэнси и Джонатан берут интервью у миссис Дрисколл в её доме, где они становятся свидетелями бешеной крысы, которую она схватила. Коллеги Нэнси отвергают историю, называя Дрисколла сумасшедшей, в результате чего Нэнси возвращается в дом только для того, чтобы обнаружить, что миссис Дрисколл заразилась недавно воскрешённым «Истязателем Разума», поедая удобрения и крича, что она «должна вернуться».
Благодаря владению Билли и дочерью Тома Хизер, «Истязатель Разума» завладевает Томом и остальными сотрудниками «Известий Хоукинса», и вынуждает их увольнять Нэнси и Джонатана, чтобы они не узнали правду. Несмотря на спор с Джонатаном, Нэнси решает продолжить историю, заметив симптомы у миссис Дрисколл, подобные тем, которые были у Уилла, Нэнси звонит Джонатану и просит встретиться с Уиллом. Обсуждая эту информацию, Нэнси, Джонатан, Уилл и его друзья возвращаются в больницу только для того, чтобы Нэнси и Джонатан обнаружили, что миссис Дрисколл пропала. Джонатан убивает Тома, а Нэнси убивает Брюса. Томм и Брюс сливаются воедино, образуя монстра. Одиннадцать ранит монстра, прежде чем он отступил в канализацию.
Группа находит убежище в доме Хоппера, но «Истязателю Разума» удаётся выследить их и ранить Одиннадцать. Группа направляется в торговый центр Starcourt, чтобы объединиться с Дастином, Стивом, коллегой Стива Робин и Эрикой. В то же время туда прибывают Хоппер, Джойс и Мюррей, которые рассказывают, что они знают, как закрыть новый портал «изнанки», построенный советским отрядом под торговым центром Starcourt. «Истязатель Разума» прибывает в торговый центр и его отгоняют фейерверками Нэнси и её друзья, когда Билли пытается заразить Одиннадцать. Одиннадцать протягивает руку Билли говоря ему о его матери, после он жертвует собой «Истязателю Разума», он успевает извиниться перед Макс и после умирает. В конце концов Джойс закрывает ворота, хотя, по-видимому, ценой жизни Хоппера.

### Сезон 4
Спустя несколько месяцев Нэнси работает в школьной газете The Weekly Streak со своим младшим коллегой Фредом. Когда Майк летит в Калифорнию на встречу с Оди, Нэнси не летит вместе с ним, что приводит Джонатана к мысли о том, что они с Нэнси постепенно перестают быть парой. Когда становится известно об убийстве чирлидерши Крисси, Нэнси с Фредом едут на место преступления, где Нэнси от дяди Эдди узнаёт о Викторе Криле, жестоком убийце, уже давно находящемся в сумасшедшем доме. Позже вместе с Робин Нэнси ищет материалы о Криле в библиотеке и находит статью о том, что, по его словам, его дом был захвачен демонами, которые и убили его семью. Робин пытается убедить Нэнси в том, что её со Стивом связывает только дружба.
Вместе с Робин Нэнси обманом удаётся поговорить с Виктором Крилом в сумасшедшем доме, узнав от него, что он услышал «голос ангела», который чуть было не помог ему вырваться из власти демонов. Они предполагают, что это могла быть песня, благодаря чему удаётся спасти Макс, которую Векна уже собирался убить. После этого Нэнси с остальными ребятами участвует в поисках «портала», сквозь который Векна приходит в наш мир: они посещают давно заброшенный дом Крилов, а затем находят вход в Изнанку на дне Озера влюблённых. В отличие от своих товарищей, Нэнси не может выйти из Изнанки, поскольку её похищает Векна, напоминая её о смерти её подруги в бассейне (в 1-м сезоне). Векна показывает Нэнси историю своего становления и напоследок просит её сообщить Оди, что он собирается захватить Хоукинс, прорвав заграждение между мирами. Позже Нэнси вместе с остальными снова проникает в Изнанку, чтобы уничтожить Векну, и участвует в последнем сражении с ним.
Хотя на протяжении всего сезона между Стивом и Нэнси вновь возникает симпатия, в финале Нэнси воссоединяется с Джонатаном.

## Другие появления
Нэнси вместе со Стивом Харрингтоном появилась в видеоигре Dead by Daylight.